# Эндерс, Клаус
Клаус Эндерс (нем. Klaus Enders; 2 мая 1937, Вецлар, Германия — 20 января 2019, Аслар, Германия) — немецкий мотогонщик, 6-кратный чемпион мира по шоссейно-кольцевым гонкам в классе мотоциклов с колясками.

## Спортивная карьера
Клаус Эндерс начал свою карьеру в начале 1960-х, сперва — в одиночных классах, позже — в качестве пилота мотоцикла с коляской. В 1963 году он стал чемпионом Германии среди юниоров в классе мотоциклов до 500 см³, а в следующем году стал вице-чемпионом «взрослого» чемпионата Германии. В 1964 году он дебютировал в Чемпионате мира по шоссейно-кольцевым мотогонкам в классе 500 см³, но серьёзных успехов не добился. С 1966 года Эндерс завершает сольные выступления и далее выступает только в классе мотоциклов с колясками.
Уже в своём первом чемпионате мира 1966 года Эндерс набирает первые очки вместе с пассажиром Райнхольдом Маннишефом, финишировав 4-м в Гран-При Бельгии, а позже на том же месте в Tourist Trophy на острове Мэн со штурманом Ральфом Энгельхардтом.

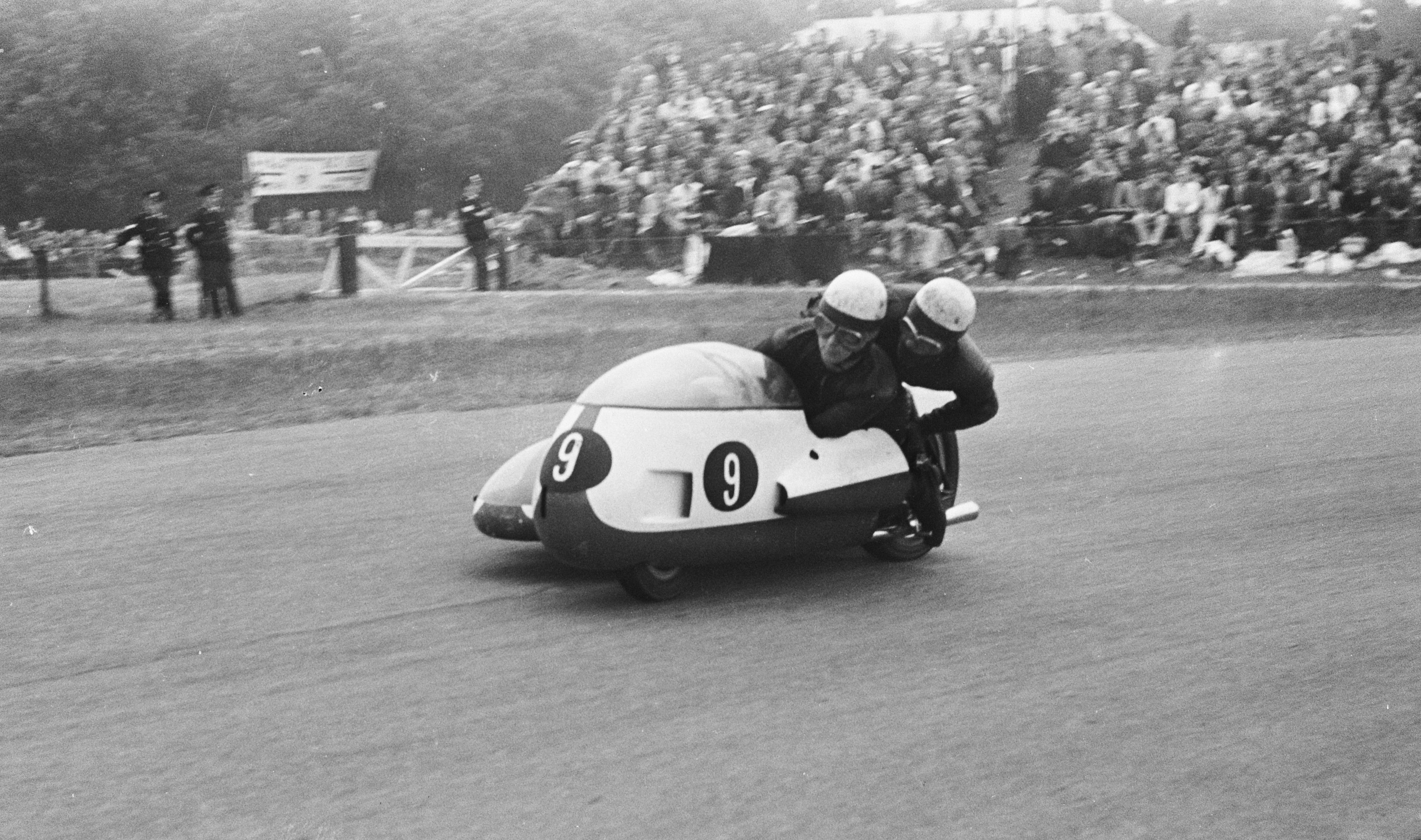
Клаус Эндерс и Ральф Энгельхардт в 1967 году на гонке TT Assen

В 1967 году Эндерс и Энгельхардт отпраздновали свою первую победу в чемпионате — на Гран-При Германии, и в том же году выиграли чемпионат мира, фактически — в свой второй же сезон. Чемпионат 1968 года прошёл для напарников неудачно, но с 1969 года началось «время Эндерса»: они с напарником выиграли 5 чемпионских титулов за 6 лет. Интересно, что в 1970 году Ральф Энгельхардт завершил гоночную карьеру, и напарником Эндерса стал Вольфганг Калаух, но во время тренировок перед Гран-При Чехословакии под Брно экипаж попал в аварию, и Калаух сильно пострадал. По счастливому стечению обстоятельств в Брно в качестве зрителя присутствовал Энгельгардт, который спонтанно заменил Калауха и, таким образом, возобновил карьеру.
Сезон 1971 года Эндерс пропустил, попытавшись перейти в локальные автогонки. Затем он вернулся, и с 1972 года Эндерс и Энгельгардт выступали уже не на заводском BMW, а на частной модифицированной машине Busch-Special с двигателем BMW. В 1973 году они выиграли все гонки, в которых принимали участие (завоевав титул досрочно, дуэт не поехал на последнюю гонку сезона, Гран-При Финляндии). После очередного триумфального сезона 1974 года Эндерс принял решение завершить карьеру. В 1976-м он хотел вернуться в гонки вместе с Калаухом, но после аварии на предсезонных тестах отказался от этого решения.

## После окончания карьеры
После окончания карьеры Клаус Эндерс занялся бизнесом, основав в 1975 году компанию Klaus Enders GmbH, занимающуюся производством мотоциклетных комплектующих. В 1984 году компания расширилась, а в производственную линейку вошли в том числе компьектующие для медицинского оборудования. В 2002 году Эндерс вышел на пенсию, передав производство своему сыну Карстену Эндерсу. Сегодня компания производит комплектующие для оптоволоконной промышленности, стоматологии, производителей сварочного оборудования, индустрии отдыха, поставщиков автомобилей и так далее, правда, представителей семьи Эндерс среди директората компании уже нет.
Клаус Эндерс скончался 20 января 2019 года в возрасте 81 года в городе Аслар, где провёл последние годы жизни.
В 2021 году улица в Асларе, на которой расположены цеха Klaus Enders GmbH, была названа в честь Клауса Эндерса.

## Результаты выступлений в Чемпионате мира по шоссейно-кольцевым гонкам на мотоциклах с колясками
| Легенда к таблице |                                                 |
| --- | ----------------------------------------------- |
| В таблице перечислены результаты всех этапов чемпионата мира, в которых принимал участие гонщик либо пассажир. Строками таблицы являются сезоны, столбцами все гонки этапов чемпионата мира, напарник и мотоцикл. В клетках указаны сокращённое название этапа и результат, клетка дополнительно обозначена цветом. Расшифровка обозначений и цветов представлена в нижеследующей таблице. |                                                 |
| \| Пример \| Описание \| \| ------------ \| ----------------------------------------------- \| \| 1 \| Победитель \| \| 2 \| Второе место \| \| 3 \| Третье место \| \| \| Финишировал в очковой зоне \| \| \| Финишировал вне очковой зоны \| \| НКЛ \| Не классифицирован \| \| Сход \| Не финишировал \| \| НКВ \| Не прошёл квалификацию \| \| НПКВ \| Не прошёл предварительную квалификацию \| \| ДСК \| Дисквалифицирован \| \| ИСК \| Исключён из протокола соревнований \| \| НС \| Не стартовал в гонке \| \| Т \| Травмирован или болен \| \| ОТК \| Отказ от участия \| \| НТР \| Прибыл на соревнования, но на трассу не выезжал \| \| НПР \| Не прибыл к началу соревнований \| \| НД \| Недопущен до старта \| \| О \| Гонка отменена \| \| НУ \| Не участвовал \| \| Поул-позиция \| \| \| Быстрый круг \| \| |                                                 |
| Пример | Описание                                        |
| 1 | Победитель                                      |
| 2 | Второе место                                    |
| 3 | Третье место                                    |
| | Финишировал в очковой зоне                      |
| | Финишировал вне очковой зоны                    |
| НКЛ | Не классифицирован                              |
| Сход | Не финишировал                                  |
| НКВ | Не прошёл квалификацию                          |
| НПКВ | Не прошёл предварительную квалификацию          |
| ДСК | Дисквалифицирован                               |
| ИСК | Исключён из протокола соревнований              |
| НС | Не стартовал в гонке                            |
| Т | Травмирован или болен                           |
| ОТК | Отказ от участия                                |
| НТР | Прибыл на соревнования, но на трассу не выезжал |
| НПР | Не прибыл к началу соревнований                 |
| НД | Недопущен до старта                             |
| О | Гонка отменена                                  |
| НУ | Не участвовал                                   |
| Поул-позиция |                                                 |
| Быстрый круг |                                                 |

| Год  | Пассажир           | Мотоцикл  | 1        | 2     | 3        | 4        | 5        | 6      | 7     | 8        | Место | Очки     |
| ---- | ------------------ | --------- | -------- | ----- | -------- | -------- | -------- | ------ | ----- | -------- | ----- | -------- |
| 1966 | Райнхольд Маннишеф | BMW       | GER      | FRA   | NED 7    | BEL 4    |          |        |       |          | 5     | 6        |
| 1966 | Ральф Энгельхардт  | BMW       |          |       |          |          | МАN 4    |        |       |          | 5     | 6        |
| 1967 | Ральф Энгельхардт  | BMW       | ESP 2    | GER 1 | FRA 1    | MAN 2    | NED 1    | BEL 1  | FIN 1 | NAT Сход | 1     | 40 (52)  |
| 1968 | Ральф Энгельхардт  | BMW       | GER Сход | MAN 8 | NED 2    | BEL      | FIN Сход | GER2 2 |       |          | 6     | 12       |
| 1969 | Ральф Энгельхардт  | BMW       | GER 1    | FRA   | MAN 1    | NED Сход | BEL 2    | FIN 1  | ULS 1 |          | 1     | 60 (72)  |
| 1970 | Вольфганг Калаух   | BMW       | GER Сход | FRA 1 | MAN 1    | NED Сход | BEL Сход |        |       |          | 1     | 75       |
| 1970 | Ральф Энгельхардт  | BMW       |          |       |          |          |          | CZE 1  | FIN 1 | ULS 1    | 1     | 75       |
| 1972 | Ральф Энгельхардт  | Busch-BMW | GER      | FRA   | AUT 1    | MAN Сход | NED 1    | BEL 1  | CZE 1 | FIN 2    | 1     | 72       |
| 1973 | Ральф Энгельхардт  | Busch-BMW | FRA 1    | AUT 1 | GER 1    | MAN 1    | NED 1    | BEL 1  | CZE 1 | FIN      | 1     | 75 (105) |
| 1974 | Ральф Энгельхардт  | Busch-BMW | FRA НПК  | GER 2 | AUT Сход | NAT 1    | MAN Сход | NED 1  | BEL 2 | CZE 2    | 1     | 66       |

## Результаты выступлений в Чемпионате мира по шоссейно-кольцевым мотогонкам (сольные классы)
| Легенда к таблице |                                                 |
| --- | ----------------------------------------------- |
| В таблице перечислены результаты всех Гран-при чемпионата мира, во всех классах, в которых принимал участие гонщик. Строками таблицы являются сезоны, столбцами все гонки Гран-при чемпионата мира, производитель мотоциклов и команда. В клетках указаны сокращённое название Гран-при и результат, клетка дополнительно обозначена цветом. Расшифровка обозначений и цветов представлена в нижеследующей таблице. |                                                 |
| \| Пример \| Описание \| \| ------------ \| ----------------------------------------------- \| \| 1 \| Победитель \| \| 2 \| Второе место \| \| 3 \| Третье место \| \| \| Финишировал в очковой зоне \| \| \| Финишировал вне очковой зоны \| \| НКЛ \| Не классифицирован \| \| Сход \| Не финишировал \| \| НКВ \| Не прошёл квалификацию \| \| НПКВ \| Не прошёл предварительную квалификацию \| \| ДСК \| Дисквалифицирован \| \| ИСК \| Исключён из протокола соревнований \| \| НС \| Не стартовал в гонке \| \| Т \| Травмирован или болен \| \| ОТК \| Отказ от участия \| \| НТР \| Прибыл на соревнования, но на трассу не выезжал \| \| НПР \| Не прибыл к началу соревнований \| \| НД \| Недопущен до старта \| \| О \| Гонка отменена \| \| НУ \| Не участвовал \| \| Поул-позиция \| \| \| Быстрый круг \| \| |                                                 |
| Пример | Описание                                        |
| 1 | Победитель                                      |
| 2 | Второе место                                    |
| 3 | Третье место                                    |
| | Финишировал в очковой зоне                      |
| | Финишировал вне очковой зоны                    |
| НКЛ | Не классифицирован                              |
| Сход | Не финишировал                                  |
| НКВ | Не прошёл квалификацию                          |
| НПКВ | Не прошёл предварительную квалификацию          |
| ДСК | Дисквалифицирован                               |
| ИСК | Исключён из протокола соревнований              |
| НС | Не стартовал в гонке                            |
| Т | Травмирован или болен                           |
| ОТК | Отказ от участия                                |
| НТР | Прибыл на соревнования, но на трассу не выезжал |
| НПР | Не прибыл к началу соревнований                 |
| НД | Недопущен до старта                             |
| О | Гонка отменена                                  |
| НУ | Не участвовал                                   |
| Поул-позиция |                                                 |
| Быстрый круг |                                                 |

| Год  | Класс | Мотоцикл | 1   | 2   | 3   | 4   | 5     | 6   | 7   | 8   | 9   | Место | Очки |
| ---- | ----- | -------- | --- | --- | --- | --- | ----- | --- | --- | --- | --- | ----- | ---- |
| 1964 | 500сс | Norton   | USA | MAN | NED | BEL | GER 7 | DDR | ULS | FIN | NAT | -     | 0    |

## Результаты выступлений на гонке Isle of Man TT[7]
| Год  | Класс            | Мотоцикл | Пассажир          | Позиция в классе |
| ---- | ---------------- | -------- | ----------------- | ---------------- |
| 1966 | Sidecar TT       | BMW      | Ральф Энгельхардт | 4                |
| 1967 | Sidecar TT       | BMW      | Ральф Энгельхардт | 2                |
| 1968 | Sidecar 500сс TT | BMW      | Ральф Энгельхардт | 8                |
| 1969 | Sidecar 500сс TT | BMW      | Ральф Энгельхардт | 1                |
| 1969 | Sidecar 750сс TT | BMW      | Ральф Энгельхардт | Сход             |
| 1970 | Sidecar 500сс TT | BMW      | Вольфганг Калаух  | 1                |
| 1970 | Sidecar 750сс TT | BMW      | Вольфганг Калаух  | Сход             |
| 1972 | Sidecar 500сс TT | BMW      | Ральф Энгельхардт | Сход             |
| 1972 | Sidecar 750сс TT | BMW      | Ральф Энгельхардт | Сход             |
| 1973 | Sidecar 500сс TT | BMW      | Ральф Энгельхардт | 1                |
| 1973 | Sidecar 750сс TT | BMW      | Ральф Энгельхардт | 1                |
| 1974 | Sidecar 500сс TT | BMW      | Ральф Энгельхардт | Сход             |